# 布魯塞特 (蒙大拿州)
布魯塞特（英語：Brusett）是位於美國蒙大拿州加菲爾德縣的非建制地區。

## 歷史
布魯塞特的郵局自1916年營運至今。

## 地理
布魯塞特所處的海拔為高於海平面885米（即2904英呎），而該地所採用的時區為UTC-6，即北美山地時區（MST）。同時該地設有夏令時間，為UTC-7調快一小時，即UTC-6（MDT）。